# Quintus Lutatius Catulus Capitolinus (consul en -78)
Pour les articles homonymes, voir Quintus Lutatius Catulus.
Quintus Lutatius Catulus Capitolinus est un homme politique de la Rome antique, fils de Quintus Lutatius Catulus (consul en 102 av. J.-C.), né vers 119 av. J.-C.. et mort vers 60 av. J.-C.. Son surnom de Capitolinus lui vint de la charge de restaurer le Capitole qui lui fut confiée par Sylla. Il est l'arrière-grand-père de l'empereur Galba, fils de Mummia Achaica, elle-même fille de Lutatia, seule descendante connue de Quintus. L'empereur Galba lui vouait une grande admiration et faisait systématiquement mention de cette ascendance sur les inscriptions accompagnant ses statues.

## Origines familiales
Les Lutatii forment une famille plébéienne qui s'illustre à partir de la première guerre punique, avec la carrière politique des frères Caius Lutatius Catulus et Quintus Lutatius Catulus Cerco consuls respectivement en 242 et 241 av. J.-C. à la fin de la guerre. Le fils du premier, Caius Lutatius Catulus, est consul en 220 av. J.-C., à l'aube de la deuxième guerre punique.
Le père de Q. Lutatius Catulus (portant le même nom), fait lui-même une brillante carrière : consul en 102 av. J.-C., avait été à la tête des armées romaines avec Marius à la bataille de Verceil, célébrant même un triomphe conjoint avec Marius, bien que ce dernier se soit attribué seul le mérite de la victoire. Cependant, il fut poussé au suicide par les partisans de Marius en l'an 87 av. J.-C. ; Q. Lutatius Catulus se plaça très jeune dans la lignée de son père, syllanien et opposant de longue date à Marius. Il se positionne comme un optimates constant, pas particulièrement extrême, mais droit dans son alignement et sa fidélité aux vieux principes républicains.

## Carrière politique

### Sous Sylla
Sous la dictature de Sylla, vraisemblablement après son édilité et avant sa préture, il coordonne la reconstruction du temple de Jupiter Optimus Maximus, sur le Capitole, qui avait été détruit par un incendie en 83 av. J.-C., et fait porter son nom sur la dédicace du nouveau temple.

### Accession au consulat et opposition aux innovations et aux réformes
En 78 av. J.-C., il est consul aux côtés d'un homologue populares, Marcus Aemilius Lepidus qui, après la mort de Sylla, réclame un second consulat en vue d'annuler les réformes constitutionnelles de ce dernier, de rétablir les distributions publiques de grains, de rappeler les bannis et d'introduire d'autres mesures dans l'esprit des populares. Catulus s'y opposa vigoureusement et un compromis temporaire fut trouvé. Face à ce blocage, Lépidus finit par mener une révolte : le Sénat le proclame « ennemi public », et un senatus consultum ultimum est proclamé et il est rapidement défait par la conjonction des efforts de Catulus et de Pompée : Lépidus avait levé des troupes dans sa province de Gaule transalpine, formée de mécontents des expropriations et distributions de terres de Sylla ; il fait route vers Rome via l'Etrurie. Catulus le battit au pont Milvius puis près de Cosa en Étrurie, surtout par défection rapide des soutiens de Lépidus ; après quoi il s'enfuit en Sardaigne, où il meurt peu après, les débris de ses troupes suivant Perpenna en Hispanie pour faire jonction avec Sertorius. Grâce à cette victoire, Lutatius Catulus prend alors une position prépondérante dans la conduite du parti conservateur de Rome jusqu'à la fin des années 60 av. J.-C..
En 67-66 av. J.-C., malgré son ancien partenariat avec Pompée, il s'oppose à la lex Gabinia et à la lex Manilia, qui prévoyait de donner à Pompée des pouvoirs exceptionnels sur les mers puis le pouvoir de poursuivre la guerre contre Mithridate VI en Orient, à la place de Lucullus, chef de guerre optimates malheureux et désavoué pour ses échecs à l'est. En 65 av. J.-C., il est censeur avec Crassus, mais il abdique avant la fin de son mandat, ne pouvant pas s'entendre avec son collègue. Sa cohérence en matière de défense des traditions républicaines en fait alors un personnage toujours incontournable au sénat romain, du fait aussi de son expérience et de sa position éminente dans la carrière publique.

### Lutte contre l'ascension de César
Lutatius Catulus prend position, à la fin des années 60 av. J.-C., contre l'ascension politique de Jules César et ses manœuvres : en 63 av. J.-C.. il s'oppose à César à plusieurs reprises : il brigue la charge de Pontifex maximus contre César, mais ce dernier l'emporte, il tente ensuite d'impliquer César dans la conjuration de Catilina et de le faire accuser et condamner. César, en retour, l'accusa de concussion et d'avoir détourné des fonds publics lors de la reconstruction du temple de Jupiter Capitolin initiée plusieurs décennies plus tôt et proposa d'effacer son nom de l'inscription située sur l'architrave de celui-ci et de le priver de ses fonctions dans la commission encore chargée de superviser les travaux. Les partisans de Lutatius Catulus se rallièrent à lui et César finit cependant par abandonner l'accusation. Il meurt vraisemblablement vers 60 ou 59 av. J.-C., l'année de la formation du premier triumvirat et de l'élection consulaire de César.